# Gualberto Pérez Riestra
Gualberto Pérez Riestra (nacido el 13 de enero de 1950) es un exmagistrado uruguayo, quien se desempeñó como Procurador del Estado en lo Contencioso Administrativo entre 2009 y 2011, aunque fue suspendido en su cargo a partir de 2010 tras su procesamiento penal y envío a prisión por diversos delitos, lo que derivó finalmente en su destitución.

## Primeros años
Cursó estudios en la Facultad de Derecho de la Universidad de la República, donde obtuvo el título de abogado en 1980.
Se desempeñó como letrado en el Ministerio de Trabajo y Seguridad Social a partir de 1981.

## Fiscal Letrado en la capital
En mayo de 2007 fue nombrado Fiscal de Gobierno de Segundo Turno,cargo que ocupó por exactamente dos años.

## Procurador del Estado en lo Contencioso Administrativo
El 1° de junio de 2009 fue designado Procurador del Estado en lo Contencioso Administrativo,en reemplazo de Miguel Langón que había cesado por alcanzar el plazo máximo de permanencia en el cargo.

## Encarcelamiento y destitución
En setiembre de 2010 se vio involucrado en una investigación penal por varias maniobras fraudulentas con conformes firmados por personas incapaces o fallecidas, una de las cuales en perjuicio de la Fundación Peluffo Giguens. El 1° de setiembre se fugó del Juzgado en el que se encontraba a la espera de prestar declaración, por lo que se libró orden de captura en su contra.Al día siguiente se entregó a la justicia,y el 3 de setiembre fue procesado con prisión (es decir, sometido a proceso penal con imposición de prisión preventiva), bajo la imputación de tres delitos de estafa.
Días después fue sometido a sumario administrativo y suspendido en su cargo,siendo posteriormente inhabilitado por la Suprema Corte de Justicia para el ejercicio de la profesión de abogado.
Finalmente, el 22 de diciembre de 2011 se resolvió su destitución, siendo nombrado en su reemplazo días después Rafael Ubiría, hasta entonces Fiscal de Corte.
Dos años más tarde, al término del proceso penal, Pérez Riestra fue condenado como coautor de tres delitos de estafa a la pena de tres años de penitenciaría,condena que resultó confirmada por el Tribunal de Apelaciones, agregándose a la tipificación la de falsificación de documentos privados y denegándole el beneficio de la suspensión condicional de la pena.
Es el único Procurador del Estado en lo Contencioso Administrativo en haber sido destituido de su cargo desde la creación del mismo en 1952.